# Architettura neorinascimentale

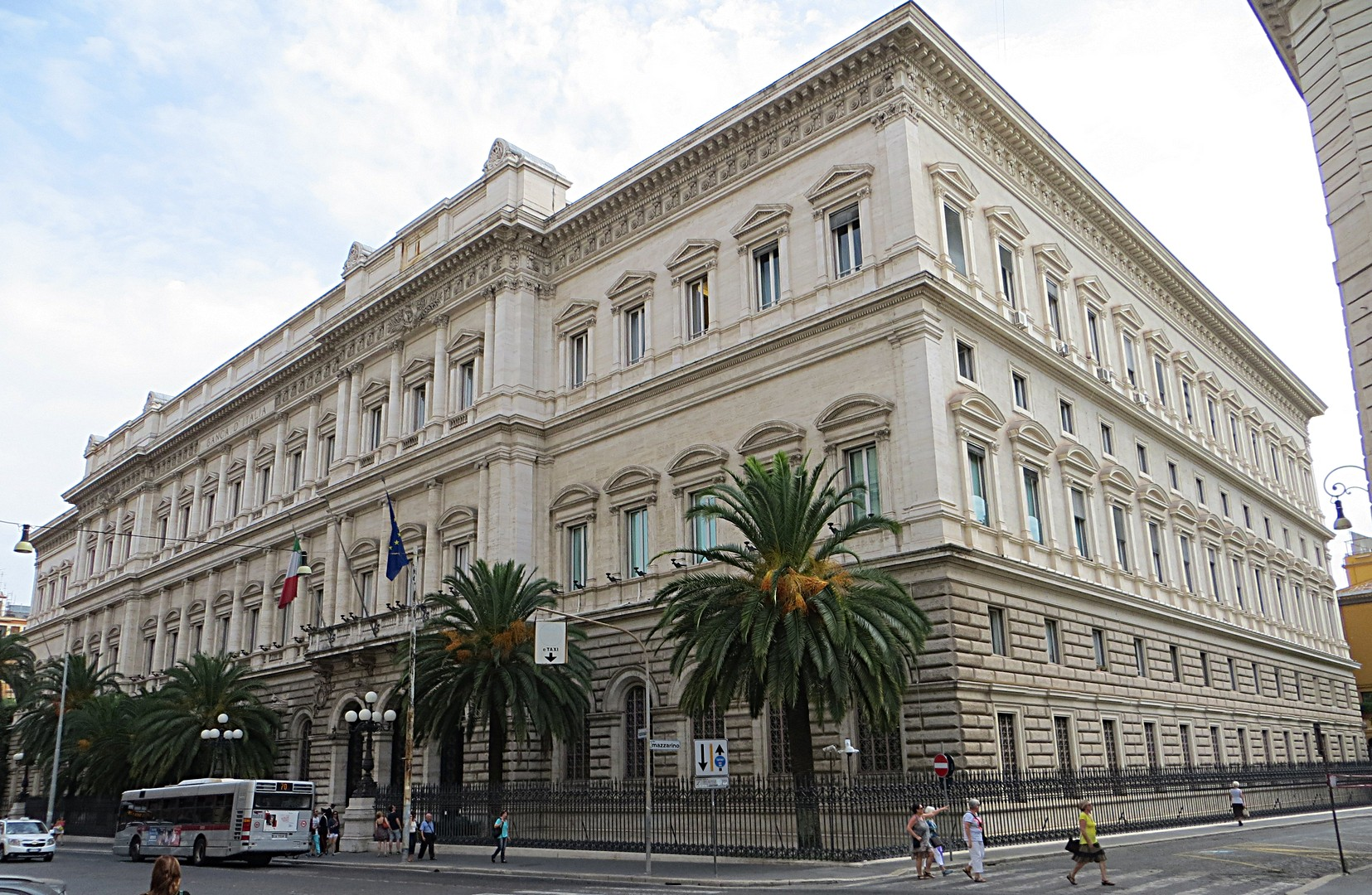
Palazzo Koch, sede centrale della Banca d'Italia, Roma

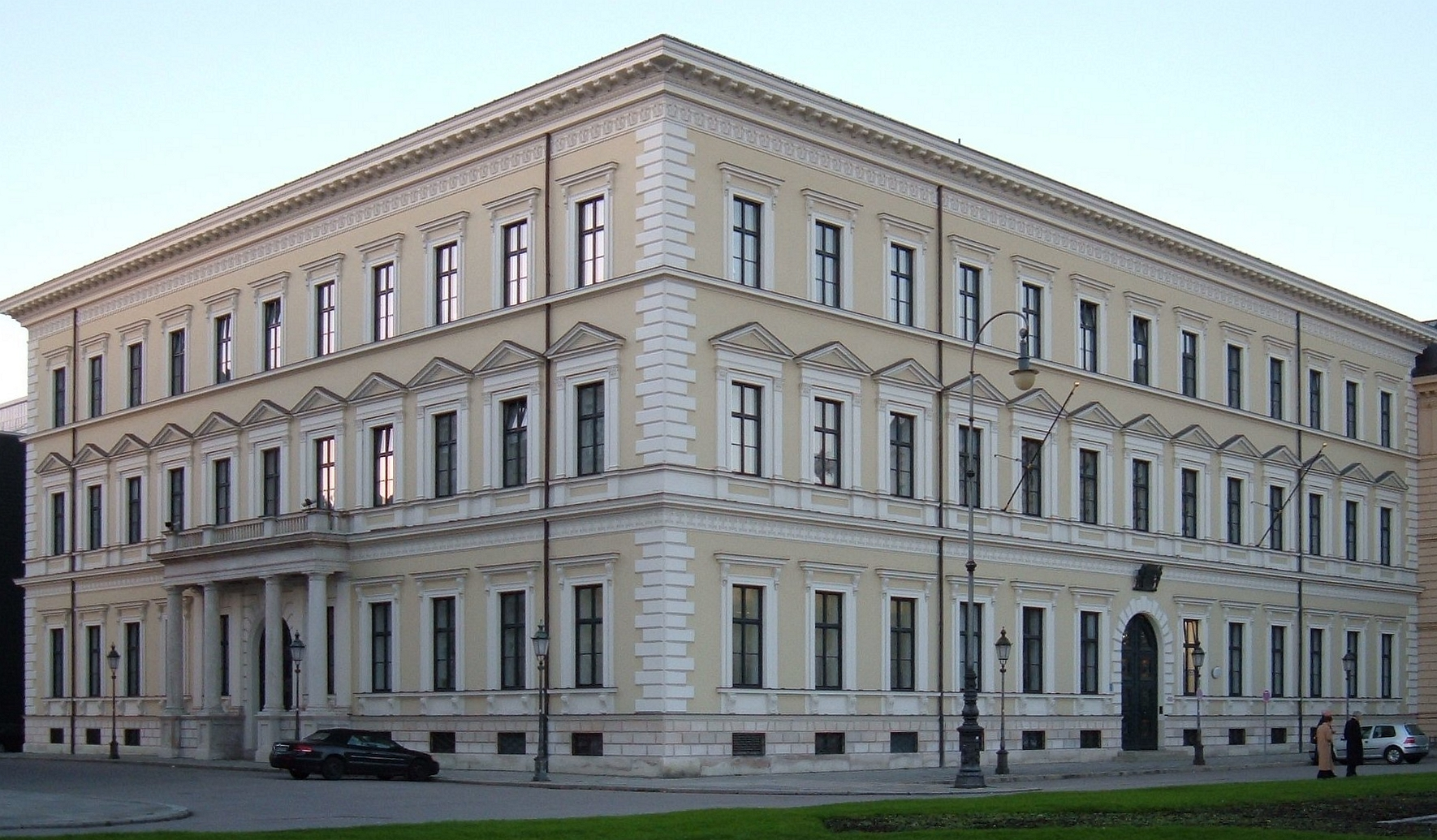
Palazzo Leuchtenberg, Monaco di Baviera

L'architettura neorinascimentale è una corrente che si sviluppò a partire dal XIX secolo, parallelamente al Neoclassicismo e al Neogotico, riprendendo l'apparato formale dell'architettura rinascimentale.

## Caratteristiche e diffusione
Fu lo stile preferito dalla società industriale, tanto da caratterizzare la maggior parte della produzione architettonica ottocentesca. I motivi di questo successo sono da ricercare in diversi fattori: innanzitutto, l'analisi dell'architettura italiana del Quattrocento e del Cinquecento non richiedeva ricostruzioni archeologiche e l'avvio di campagne di scavo; inoltre lo stile rinascimentale era rimasto, nei secoli, un ideale estetico di riferimento per la cultura europea.
A questi elementi si aggiunse la diffusione di testi che ebbero grande influenza nella progettazione edilizia, in quanto stabilirono dei modelli capaci di conferire dignità storica alle esigenze della società industriale: tra questi è opportuno ricordare Palais, maison, et autres édifices modernés à Rome, di Charles Percier e Pierre-François-Léonard Fontaine (1809), e Edifices de Rome moderne, di Paul Letarouilly (dal 1840).
Lo stile neorinascimentale fu impiegato soprattutto per abitazioni e fabbricati pubblici. Le sue caratteristiche sono: le composizioni bloccate, la ricerca della simmetria, la presenza di uno o più cortili e l'uso di timpani, colonne, paraste, bugnato ed altri elementi decorativi desunti dall'epoca rinascimentale.
A questi requisiti risponde il Palazzo Leuchtenberg di Monaco di Baviera, ideato da Leo von Klenze nel 1816 ispirandosi al Palazzo Farnese di Roma. Sempre a Monaco, lo stesso von Klenze realizzò una serie di edifici di gusto italiano, come il Königsbau (costruito tra il 1826 ed il 1835 su modello di Palazzo Pitti) e l'Alte Pinakothek (1826-1830, ispirata al Palazzo della Cancelleria).
Nel Regno Unito il principale esponente di questa corrente (ad esclusione del Palladianesimo, che non aveva un carattere revivalistico, ma si poneva come diretta continuazione di una lunga tradizione) fu Charles Barry, che innalzò le sedi del Reform Club e del Travellers Club di Londra, rispettivamente sotto l'influenza del Palazzo Pandolfini di Firenze e del Palazzo Farnese di Roma. In particolare, per il Reform Club progettò una corte interna a pianta quadrata, con due ordini di logge in alzato, coperta da una elegante volta in ferro e vetro tipicamente ottocentesca.
In Italia tendenze neorinascimentali si riscontrano già a partire dall'opera di Giuseppe Piermarini, ma i caratteri più eclettici emergono tra la seconda metà dell'Ottocento ed i primi del Novecento, quando questo stile uniformò le nuove costruzioni realizzate a seguito dei piani di sventramento e ricostruzione di alcuni centri storici.
Ad esempio, impronta neorinascimentale hanno la Galleria Vittorio Emanuele II di Milano (iniziata nel 1865), il Palazzo delle Assicurazioni Generali di Milano (1901) e di Firenze (1871) ed i loggiati di piazza della Repubblica (1885-1895) a Firenze, il Palazzo Koch di Roma (1880-1892), la Galleria Umberto I (1887-1890) e il Palazzo della Borsa di Napoli (1895-1899).
Lo stile si sviluppò anche nell'Europa dell'Est, soprattutto nel Regno d'Ungheria (Teatro dell'Opera e basilica di Santo Stefano a Budapest) ed in Russia (ad esempio il Palazzo Vladimirskij a San Pietroburgo). Invece, in Francia si diffuse una corrente ispirata al Classicismo francese e quindi caratterizzata da ampi tetti a padiglione; questo schema fu introdotto nella ricostruzione dell'Hôtel de Ville di Parigi, raggiunse il suo apice nel completamento del Louvre e fu ripreso anche in Inghilterra e in America.

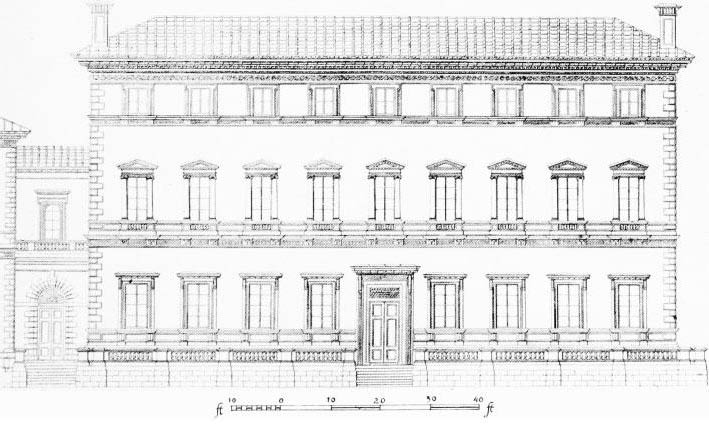
Reform Club, facciata principale, Londra
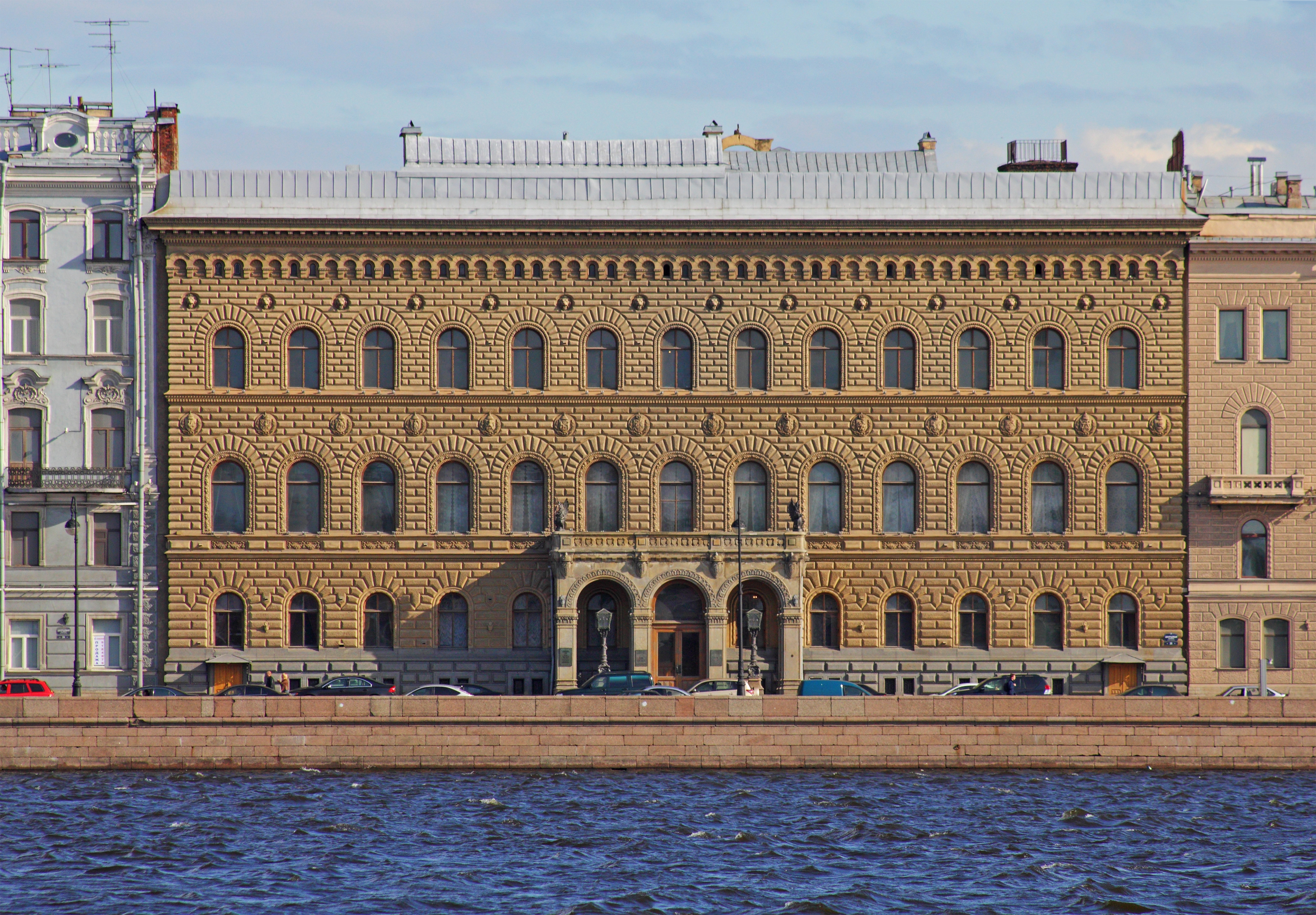
Palazzo Vladimirskij, San Pietroburgo
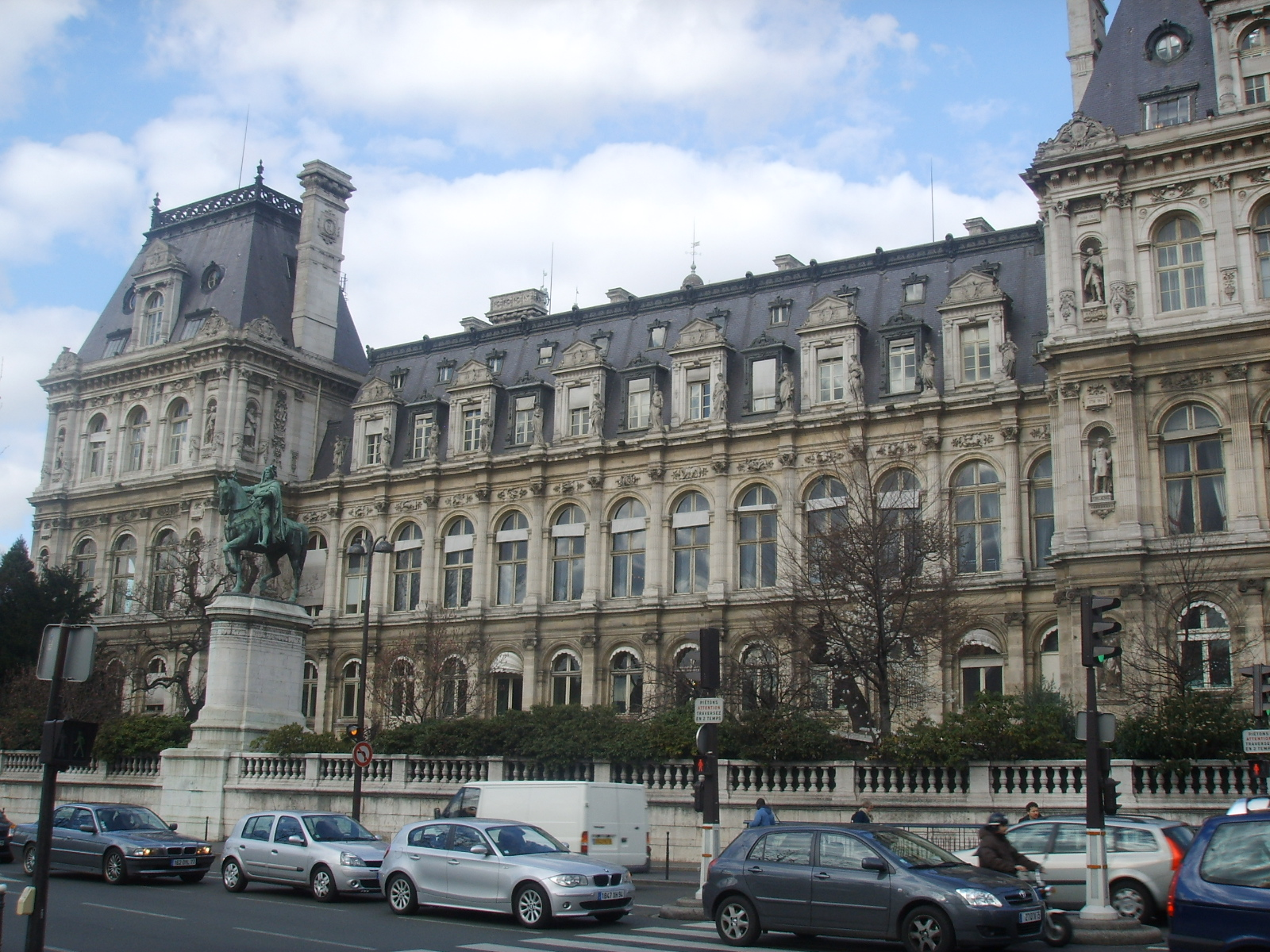
Hôtel de Ville, Parigi
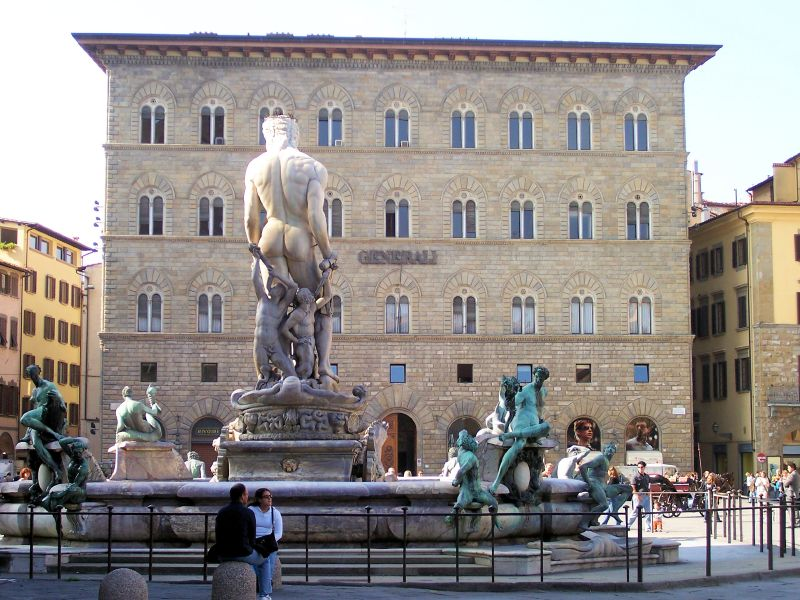
Palazzo delle Assicurazioni Generali, Firenze
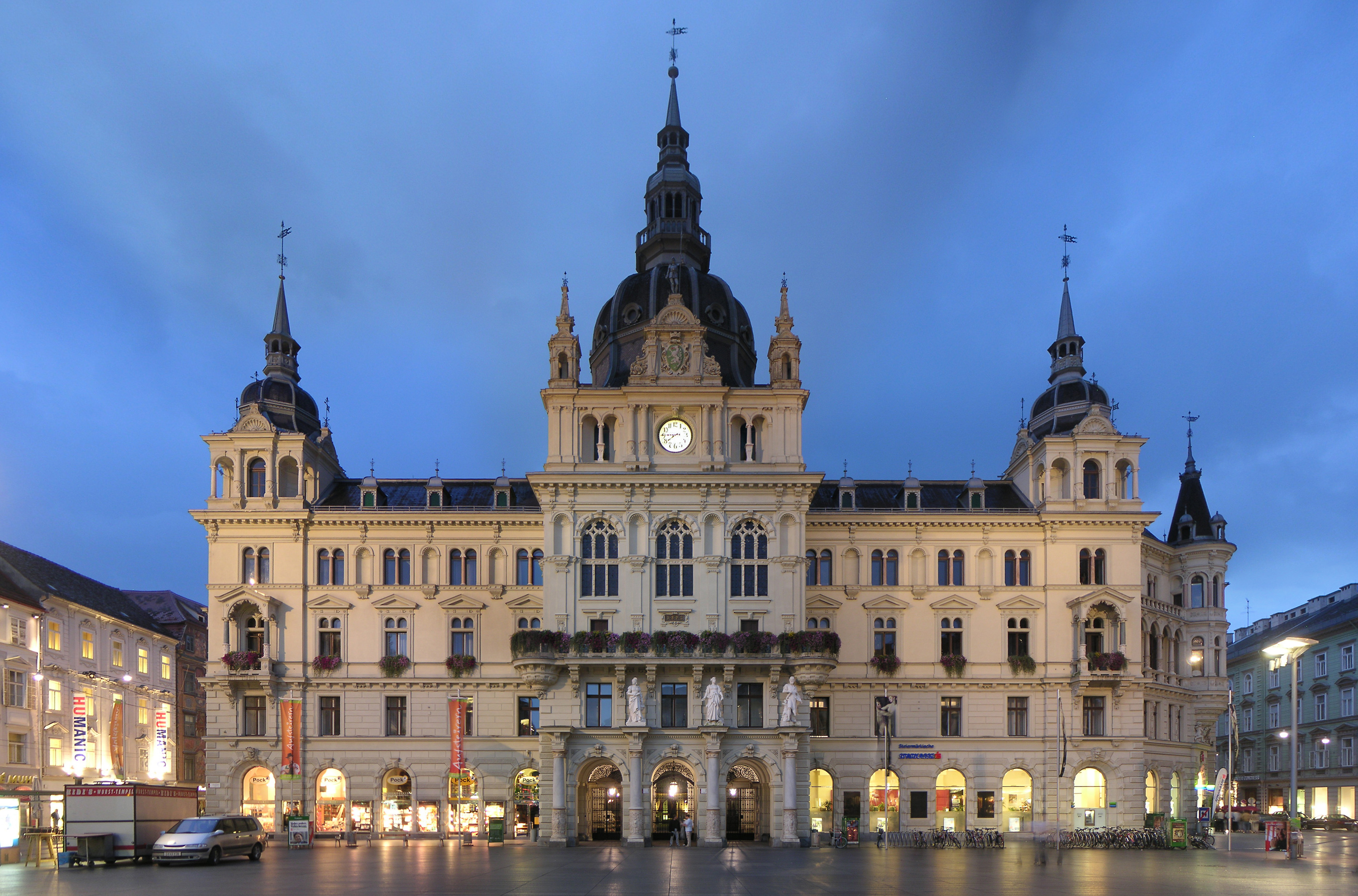
Il Municipio di Graz